# Койґі (волость)
Ко́йґі (ест. Koigi vald) — волость в Естонії, одиниця самоврядування в повіті Ярвамаа з 30 січня 1992 до 21 жовтня 2017 року.

## Географічні дані
Площа волості — 204,45 км2, чисельність населення на 1 січня 2017 року становила 938 осіб.

## Населені пункти
Адміністративний центр — село Койґі.
На території волості розташовувалися 15 сіл (küla):
Ваалі (Vaali), Вяйке-Кареда (Väike-Kareda), Гууксі (Huuksi), Кагала (Kahala), Кері (Keri), Койґі (Koigi), Лягевере (Lähevere), Пранді (Prandi), Пяйнурме (Päinurme), Пятсавере (Pätsavere), Рутіквере (Rutikvere), Сиранду (Sõrandu), Сілмсі (Silmsi), Тамсі (Tamsi), Юлейие (Ülejõe).

## Історія
30 січня 1992 року Койґіська сільська рада була перетворена у волость зі статусом самоврядування.
22 червня 2017 року Уряд Естонії постановою № 96 затвердив утворення нової адміністративної одиниці — волості Ярва — шляхом об'єднання територій семи волостей зі складу повіту Ярвамаа: Албу, Амбла, Імавере, Ярва-Яані, Кареда, Коеру та Койґі. Зміни в адміністративно-територіальному устрої, відповідно до постанови, мали набрати чинності з дня оголошення результатів виборів до волосної ради нового самоврядування.
15 жовтня 2017 року в Естонії відбулися вибори в органи місцевої влади. Утворення волості Ярва набуло чинності 21 жовтня 2017 року. Волость Койґі вилучена з «Переліку адміністративних одиниць на території Естонії».